# Juegos Paralímpicos de Heidelberg 1972
Los Juegos Paralímpicos de Heidelberg 1972 fueron los cuartos Juegos Paralímpicos de Verano y se celebraron en Heidelberg (Alemania Occidental) entre el 2 y el 11 de agosto de 1972.

## Deportes
Diez deportes estuvieron en el programa olímpico oficial para estos Juegos, a los cuales se le añadió el Goalball como deporte de exhibición.
| - Atletismo - Baloncesto en silla de ruedas - Bolos sobre hierba - Dartchery - Esgrima en silla de ruedas - Goalball | - Halterofilia - Natación - Snooker - Tenis de mesa - Tiro con arco |

## Delegaciones participantes
Un total de 42 países participaron en esta edición de las Paralimpiadas.
| - Alemania Occidental (FRG) - Argentina (ARG) - Australia (AUS) - Austria (AUT) - Bahamas (BAH) - Bélgica (BEL) - Brasil (BRA) - Canadá (CAN) - Checoslovaquia (TCH) - Corea del Sur (KOR) - Dinamarca (DEN) - Egipto (EGY) - España (ESP) - Estados Unidos (USA) | - Finlandia (FIN) - Francia (FRA) - Hong Kong (HKG) - Hungría (HUN) - India (IND) - Irlanda (IRL) - Israel (ISR) - Italia (ITA) - Jamaica (JAM) - Japón (JPN) - Kenia (KEN) - Malasia (MAS) - Malta (MLT) - México (MEX) | - Nueva Zelanda (NZL) - Noruega (NOR) - Países Bajos (NED) - Perú (PER) - Polonia (POL) - Portugal (POR) - Rodesia (RHO) - Rumania (ROU) - Sudáfrica (RSA) - Suecia (SWE) - Suiza (SUI) - Uganda (UGA) - Reino Unido (GBR) - Yugoslavia (YUG) |

## Medallero
País organizador
| Núm. | País                      | Oro | Plata | Bronce | Total |
| ---- | ------------------------- | --- | ----- | ------ | ----- |
| 1    | Alemania Occidental (FRG) | 28  | 17    | 22     | 67    |
| 2    | Estados Unidos (USA)      | 17  | 27    | 30     | 74    |
| 3    | Reino Unido (GBR)         | 16  | 15    | 21     | 52    |
| 4    | Sudáfrica (RSA)           | 16  | 12    | 13     | 41    |
| 5    | Países Bajos (NED)        | 14  | 13    | 11     | 38    |
| 6    | Polonia (POL)             | 14  | 12    | 7      | 33    |
| 7    | Francia (FRA)             | 10  | 8     | 15     | 33    |
| 8    | Israel (ISR)              | 9   | 10    | 9      | 28    |
| 9    | Italia (ITA)              | 8   | 4     | 5      | 17    |
| 10   | Jamaica (JAM)             | 8   | 3     | 4      | 15    |